# Ōyukiumi no Kaina
Ōyukiumi no Kaina (大雪海のカイナ?), conocida como Kaina of the Great Snow Sea en inglés, es una serie de anime japonés original creado por Tsutomu Nihei y animado por Polygon Pictures. La serie está dirigida por Hiroaki Ando y escrita por Sadayuki Murai y Tetsuya Yamada, es producida por Fuji TV y Crunchyroll, y conmemora el 40 aniversario de Polygon Pictures. Se estrenó el 11 de enero de 2023 en el bloque de programación +Ultra de Fuji TV. Una adaptación de manga con arte de Itoe Takemoto se serializa en la revista de manga Gekkan Shōnen Sirius de Kōdansha desde el 26 de febrero de 2022. Una película de anime secuela titulada Kaina of the Great Snow Sea: Star Sage se estrenó en los cines japoneses en octubre de 2023. Crunchyroll posee la licencia tanto del manga como del anime.

## Personajes
Kaina (カイナ?)
 Seiyū: Yoshimasa Hosoya
Liliha (リリハ Ririha?)
 Seiyū: Rie Takahashi
Yaona (ヤオナ?)
 Seiyū: Ayumu Murase
Amerote (アメロテ?)
 Seiyū: Maaya Sakamoto
Olinoga (オリノガ Orinoga?)
 Seiyū: Katsuyuki Konishi
Ngapoji (ンガポージ Ngapōji?)
 Seiyū: Tomokazu Sugita
Handagil (ハンダーギル Handāgiru?)
 Seiyū: Nobuyuki Hiyama
Halesola (ハレソラ Haresora?)
 Seiyū: Kenyu Horiuchi

## Producción y lanzamiento
La serie de televisión de anime original creada por Tsutomu Nihei y animada por Polygon Pictures para conmemorar el 40 aniversario del estudio se anunció el 20 de enero de 2022. La serie está dirigida por Hiroaki Ando, escrita por Sadayuki Murai y Tetsuya Yamada, con el tema principal de Hiroyuki Sawano. y música de Kohta Yamamoto y Misaki Umase. Se estrenó el 12 de enero de 2023 en el bloque de programación +Ultra de Fuji TV. Los primeros cuatro episodios se proyectaron previamente en Crunchyroll Expo 2022. Yorushika interpretó el tema de apertura «Telepath», mientras que Greeeen interpretó el tema de cierre «Juvenile». Crunchyroll transmite la serie en todo el mundo. Medialink obtuvo la licencia de la serie en Asia-Pacífico y se transmite en el canal de YouTube Ani-One Asia.